# Elizabeth Deignan
Elizabeth Mary Deignan (conocida como Lizzie Deignan; nacida Elizabeth Mary Armitstead, Otley, 18 de diciembre de 1988) es una deportista británica que compite en ciclismo en las modalidades de ruta y pista. Es la campeona mundial de ruta del año 2015 y campeona mundial en pista del año 2009 en persecución por equipos.
Participó en dos Juegos Olímpicos de Verano, obteniendo en Londres 2012 una medalla de plata en la prueba de ruta femenina y el décimo lugar en la contrarreloj, y en Río de Janeiro 2016 el quinto lugar en ruta.
En carretera obtuvo tres medallas en el Campeonato Mundial de Ciclismo en Ruta, en los años 2015 y 2016. Además, consiguió una victoria de etapa en el Tour de l'Aude Femenino de 2010, y fue campeona en las carreras de Tour de Flandes de 2016), Lieja-Bastoña-Lieja de 2020) y París-Roubaix de 2021.
Ganó cinco medallas en el Campeonato Mundial de Ciclismo en Pista, en los años 2009 y 2010.
Está casada con el ciclista irlandés Philip Deignan.

## Trayectoria deportiva

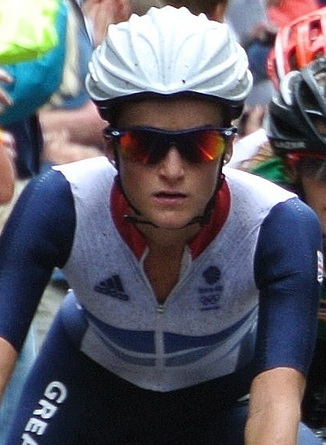
Armitstead en la prueba en ruta de Londres 2012, donde acabó segunda.

En 2009 se unió al equipo Lotto-Belisol, con el que empezó a disputar carreras profesionales, y ese mismo año quedó tercera en el Tour Cycliste Féminin International de l'Ardèche. Posteriormente, fue fichada por el Cervélo.
Tras la desaparición del Cérvelo, fichó para el equipo AA Drink-Leontien.nl en 2012, equipo dirigido y financiado por la excorredora Leontien van Moorsel. En ese año logró la medalla de plata en la prueba en ruta de los Juegos Olímpicos de Londres 2012.

## Medallero internacional
| Juegos Olímpicos   | Juegos Olímpicos          | Juegos Olímpicos | Juegos Olímpicos         |
| Año                | Lugar                     | Medalla          | Competición              |
| ------------------ | ------------------------- | ---------------- | ------------------------ |
| 2012               | Londres (Reino Unido)     | Medalla de plata | Ruta                     |
| Campeonato Mundial |                           |                  |                          |
| Año                | Lugar                     | Medalla          | Competición              |
| 2015               | Richmond (Estados Unidos) | Medalla de oro   | Ruta                     |
| 2015               | Richmond (Estados Unidos) | Medalla de plata | Contrarreloj por equipos |
| 2016               | Doha (Catar)              | Medalla de oro   | Contrarreloj por equipos |

| Campeonato Mundial | Campeonato Mundial   | Campeonato Mundial | Campeonato Mundial      |
| Año                | Lugar                | Medalla            | Competición             |
| ------------------ | -------------------- | ------------------ | ----------------------- |
| 2009               | Pruszków (Polonia)   | Medalla de oro     | Persecución por equipos |
| 2009               | Pruszków (Polonia)   | Medalla de plata   | Scratch                 |
| 2009               | Pruszków (Polonia)   | Medalla de bronce  | Puntuación              |
| 2010               | Ballerup (Dinamarca) | Medalla de plata   | Persecución por equipos |
| 2010               | Ballerup (Dinamarca) | Medalla de plata   | Ómnium                  |

## Palmarés

### Pista
| 2006 (como amateur) - Campeonato del Reino Unido Scratch 2007 - 2.ª en el Campeonato Europeo Puntuación sub-23 - Campeonato Europeo Scratch sub-23 2008 - Campeonato Europeo Persecución por Equipos sub-23 (haciendo equipo con Katie Colclough y Joanna Rowsell) - 2.ª en el Campeonato Europeo Puntuación sub-23 - Campeonato Europeo Scratch sub-23 - Seis Días de Ámsterdam (haciendo pareja con Alexandra Greenfield) - Manchester Puntuación - Manchester Scratch - Manchester Persecución por Equipos (haciendo equipo con Katie Colclough y Joanna Rowsell) - Melbourne Scratch - Melbourne Persecución por Equipos (haciendo equipo con Katie Colclough y Joanna Rowsell) 2009 - Campeonato del Reino Unido Puntuación - København Scratch - København Persecución por Equipos (haciendo equipo con Katie Colclough y Joanna Rowsell) - Campeonato Mundial Persecución por Equipos (haciendo equipo con Wendy Houvenaghel y Joanna Rowsell) - 2.ª en el Campeonato Mundial Scratch - 3.ª en el Campeonato Mundial Puntuación - Campeonato del Reino Unido Scratch - Campeonato del Reino Unido Persecución por Equipos (haciendo equipo con Wendy Houvenaghel y Joanna Rowsell) - Ranking UCI Scratch | 2010 - 2.ª en el Campeonato Mundial Persecución por Equipos (haciendo equipo con Wendy Houvenaghel y Joanna Rowsell) - 2.ª en el Campeonato Mundial Omnium 2011 - Campeonato del Reino Unido Puntuación - Pekín Puntuación - Campeonato del Reino Unido Scratch 2012 - Revolution Series de Mánchester Persecución por Equipos 2012 - Revolution Series de Mánchester Puntuación |

### Carretera
| 2009 - 1 etapa del Tour Cycliste Féminin International de l'Ardèche - 2.ª en el Campeonato del Reino Unido en Ruta 2010 - 1 etapa del Tour de l'Aude Femenino - 2.ª en el Campeonato del Reino Unido en Ruta - 1 etapa del La Route de France Féminine - 3 etapas del Tour Cycliste Féminin International de l'Ardèche 2011 - 1 etapa del Tour de la Isla de Chongming - Campeonato del Reino Unido en Ruta - 1 etapa del Tour de Turingia femenino 2012 - Omloop van het Hageland - 2.ª en el Campeonato del Reino Unido en Ruta - 2.ª en los Juegos Olímpicos en Ruta 2013 - 2.ª en el Campeonato del Reino Unido Contrarreloj - Campeonato del Reino Unido en Ruta 2014 - Omloop van het Hageland - Boels Rental Tour de Drenthe - 1 etapa del Tour de Turingia femenino - Copa del Mundo 2015 - Tour de Catar Femenino, más 2 etapas - Trofeo Alfredo Binda-Comune di Cittiglio - Boels Rental Hills Classic - Parx Casino Philly Cycling Classic - 1 etapa del The Friends Life Women's Tour - Campeonato del Reino Unido en Ruta - Gran Premio de Plouay-Bretaña - Copa del Mundo - Campeonato Mundial en Ruta - 2.ª en el Ranking UCI | 2016 - Omloop Het Nieuwsblad - Strade Bianche - Trofeo Alfredo Binda-Comune di Cittiglio - Tour de Flandes - Boels Rental Hills Classic - The Women's Tour, más 1 etapa - 3.ª en el UCI World Tour Femenino 2017 - Tour de Yorkshire femenino - Campeonato del Reino Unido en Ruta - Gran Premio de Plouay-Bretaña 2019 - The Women's Tour, más 1 etapa 2020 - Gran Premio de Plouay - La Course by Le Tour de France - Lieja-Bastoña-Lieja - UCI WorldTour Femenino 2021 - Vuelta a Suiza - París-Roubaix 2024 - 3.ª en el Campeonato del Reino Unido en Ruta |

## Resultados en Grandes Vueltas y Campeonatos del Mundo
Durante su carrera deportiva ha conseguido los siguientes puestos en las Grandes Vueltas femeninas y en los Campeonatos del Mundo en carretera:
| Carrera         | Carrera         | 2007 | 2008 | 2009 | 2010 | 2011 | 2012 | 2013 | 2014 | 2015 | 2016 | 2017 | 2018 | 2019 | 2020 | 2021 | 2022 | 2023 | 2024 |
| --------------- | --------------- | ---- | ---- | ---- | ---- | ---- | ---- | ---- | ---- | ---- | ---- | ---- | ---- | ---- | ---- | ---- | ---- | ---- | ---- |
|                 | Giro de Italia  | —    | —    | 15.ª | —    | Ab.  | Ab.  | —    | —    | Ab.  | Ab.  | 45.ª | —    | —    | 30.ª | 4.ª  | —    | 38.ª | 55.ª |
|                 | Tour de l'Aude  | —    | —    | 14.ª | 24.ª | X    | X    | X    | X    | X    | X    | X    | X    | X    | X    | X    | X    | X    | X    |
|                 | Tour de Francia | —    | —    | —    | X    | X    | X    | X    | X    | X    | X    | X    | X    | X    | X    | X    | —    | 35.ª | 74.ª |
| Mundial en Ruta | Mundial en Ruta | —    | 41.ª | 27.ª | 9.ª  | 7.ª  | —    | 19.ª | 7.ª  | 1.ª  | 4.ª  | 42.ª | —    | 31.ª | 6.ª  | 14.ª | —    | 6.ª  | —    |

—: no participa

Ab.: abandono

X: ediciones no celebradas

## Equipos
- Global Racing Team (03.2007)
- Team Halfords Bikehut (2008)
- Lotto-Belisol Ladies Team (2009)
- Cervélo (2010-2011)
  - Cervélo Test Team (2010)
  - Garmin-Cervélo (2011)
- AA Drink-Leontien.nl Cycling Team (2012)
- Boels-Dolmans (2013-2018)
- Trek (2019-2023)
  - Trek-Segafredo Women (2019-2023)
  - Lidl-Trek (2023)